# LZ 5
LZ 5 (Luftschiff Zeppelin) – piąty sterowiec szkieletowy wybudowany w Niemczech przez wytwórnię Gesellschaft zur Förderung der Luftschiffahrt z Friedrichshafen nad Jeziorem Bodeńskim. 
Budowę sterowca rozpoczęto w 1908 roku był to projekt bliźniaczy do LZ 4. Sterowiec pierwszy próbny lot wykonał 26 maja 1909 roku. LZ 5 po odbyciu próbnych lotów został zakupiony przez armię niemiecką i otrzymał oznaczenie Z II

## Budowa
Na żądanie armii LZ 5 został lekko przebudowany. Zwiększono jego długość ze 136 m do 145 m długości, 13 m średnicy. Jego konstrukcja była pokryta materiałem bawełnianym. W środku znajdowało się 18 komór, które wypełnionych wodorem.
Sterowiec był zaopatrzony w dwa silniki o mocy 115 KM każdy, które napędzały dwa śmigła, po przebudowie dodano trzeci silnik Maybacha o mocy 140 KM. Wyposażony był w dwie gondole.
Sterowiec uległ spaleniu w Baaden-Oss 14 października 1910 roku.

## Parametry techniczne sterowca LZ 5
- długość 145 metrów,
- średnica: 13 metrów,
- pojemność 176 800 metrów sześciennych, w tym:
- gaz nośny (wodór),
- masa własna:
- napęd: 2 silniki Daimlera 115 KM + 1 Maybacha 140 KM
- maksymalna prędkość 48 km/h
- maksymalny pułap : 1000 m
- udźwig: 4600 kg